# Ajo (Arizona)
Pour les articles homonymes, voir Ajo.
Ajo est une ville d'Arizona, située dans le comté de Pima, aux États-Unis, sur la Route 85, à 69 km de la frontière mexicaine, c'est la ville la plus proche de l'Organ Pipe Cactus National Monument. Elle comptait 3 705 habitants en 2000.

## Histoire
Ajo est la traduction en espagnol du mot ail. Les espagnols pourraient avoir baptisé cet endroit en utilisant ce mot qui leur était familier à la place de celui de la tribu Tohono O'odham appelée aussi Papagos, qui vivait là, parce qu'ils y trouvaient les pigments rouges qu'ils utilisaient pour leurs peintures corporelles.
Les indiens d'abord, puis les espagnols exploitaient depuis longtemps les importants gisements de minerai situés sur ce territoire. Au tout début du XIXe siècle, existait une mine espagnole surnommée le trou de la chauve-souris, qui avait été abandonnée à la suite de raids indiens. Le premier américain qui arriva à Ajo en 1847, Tom Childs, découvrit la mine déserte, où se trouvaient encore des échelles et des seaux, mais il n'y resta pas longtemps, préférant rejoindre les mines d'argent de Magdalena de Kino, dans la partie mexicaine du Sonora.
Trois ans et demi plus tard, Childs et son fils revinrent, et, avec l'aide d'un ami, commencèrent à exploiter la mine abandonnée.
En 1884, le camp d'Ajo était pratiquement abandonné. Pas âme qui vive quand Tom Child et son fils arrivèrent. Avec eux se trouvait Washington Michael Jacobs, de Tucson. Childs et Jacobs trouvèrent le titre de propriété de la mine qui recouvrait la plus grande partie de l'ancien groupe des mines Ajo. Ils ont bâti un camp permanent et ont commencé à exploiter la mine
La haute teneur du minerai fit d'Ajo la plus importante mine de cuivre de l'Arizona. Bientôt, l'Arizona Mining & Trading Company, fondée par Peter M. Brady, un ami de Childs, exploita les riches minerais en surface, transportant la cargaison par bateau en passant par le Cap Horn pour qu'ils soient fondus au Pays de Galles. La mine fut fermée à la suite du naufrage d'un bâtiment au large de la Patagonie. Les difficultés de ravitaillement et le manque d'eau découragèrent les grandes compagnies d'en poursuivre l'exploitation.

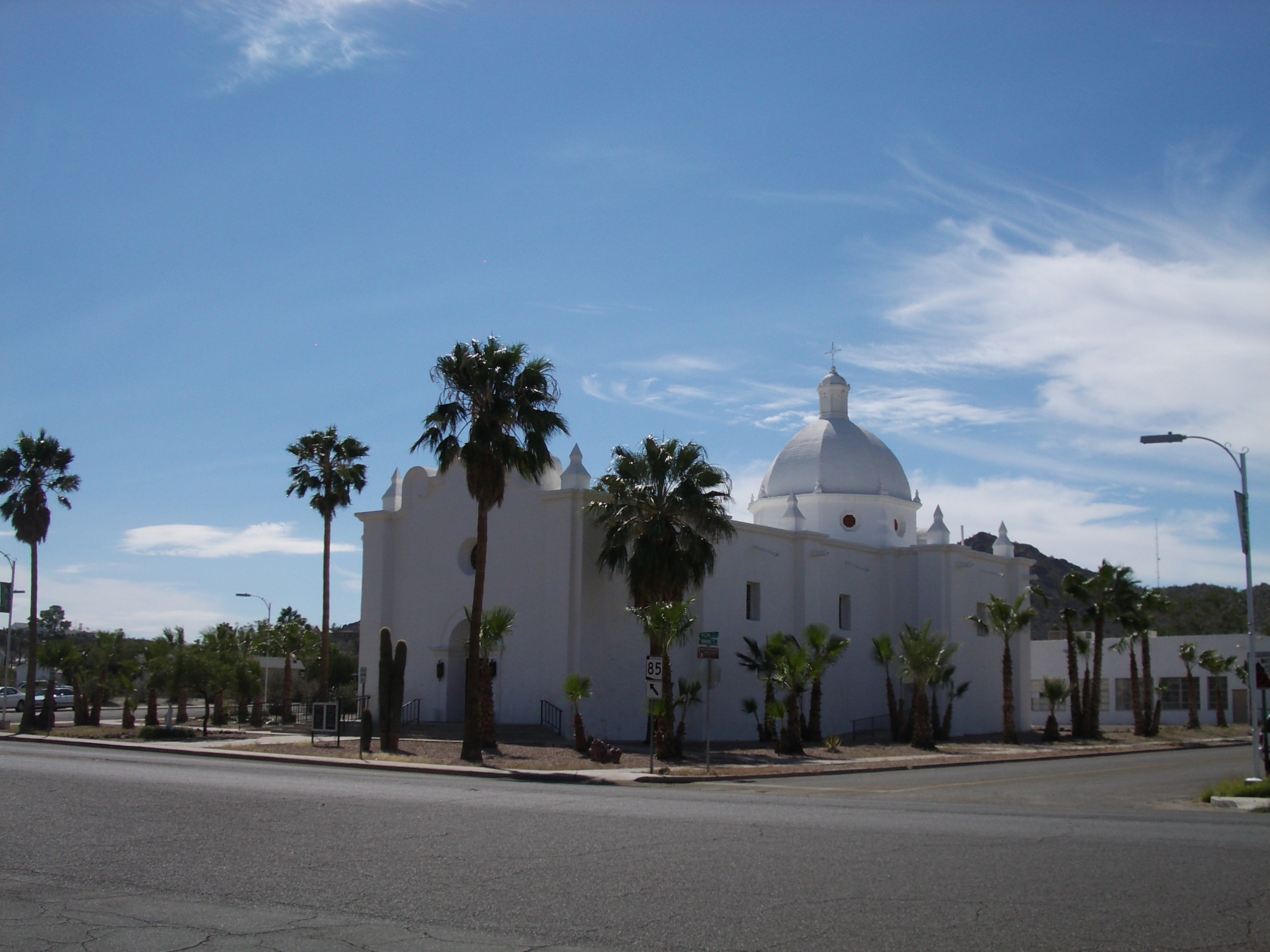
L'église d'Ajo

Avec l'arrivée de nouvelles méthodes pour l'extraction du minerai à basse teneur de métal, Ajo connut une croissance démographique rapide et brutale. En 1911, John Campbell Greenway, un ancien Rough Rider, acheta la mine New Cornelia à John Boddie et devint le patron de la société The Calumet and the Arizona mining company qu'il fit prospérer. En 1921, Phelps Dodge, la plus grande entreprise minière du pays, acheta à son tour la mine New Cornelia qui devint la New Cornelia Branch of Phelps Dodge, dirigée par Michael Curley. Pendant plusieurs dizaines d'années, plus d'un millier d'hommes travaillèrent pour Phelps Dodge.
En 1985, la mine a fermé, tout de suite après une importante grève qui eut lieu en 1983, conjointement à la baisse des cours du cuivre.
Ajo est actuellement une ville résidentielle, peuplée de retraités et de personnels des douanes.

## Démographie
| 1920  | 1930  | 1950  | 1960  | 1970  | 1980  |
| ----- | ----- | ----- | ----- | ----- | ----- |
| 2 336 | 4 571 | 5 817 | 7 049 | 5 881 | 5 189 |

| 1990  | 2000  | 2010  | - | - | - |
| ----- | ----- | ----- | - | - | - |
| 2 919 | 3 705 | 3 304 | - | - | - |

## Minéralogie

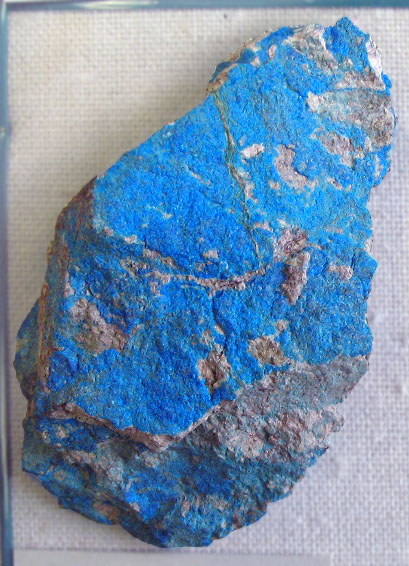
Échantillon de papagoïte d'Ajo (musée d'histoire naturelle de Londres).

La papagoïte est un minéral rare, découvert en 1960 à Ajo, seul endroit des États-Unis où il se trouve. Son nom provient de la tribu des Papagos, qui occupait les lieux. Ce minéral se rencontre aussi en Afrique du Sud et en Namibie.
L'ajoïte a été découverte pour la première fois dans la Mine de New Cornelia, à Ajo, en 1941.

## Flore locale
On trouve à Ajo les espèces qui prospèrent dans le Désert de Sonora, comme le Saguaro et l'Ocotillo, ainsi que le lys d'Ajo.